# Pertengo
Pertengo là một đô thị ở tỉnh Vercelli trong vùng Piedmont thuộc Ý, có cự ly khoảng 60 km về phía đông bắc của Torino và khoảng 9 km về phía nam của Vercelli. Tại thời điểm ngày 31 tháng 12 năm 2004, đô thị này có dân số 328 người và diện tích là 8,3 km².
Pertengo giáp các đô thị: Asigliano Vercellese, Costanzana, Rive, và Stroppiana.